# ブリガンダイン
ブリガンダイン (Brigandine, IPA:/ˈbrɪɡ(ə)ndiːn, ˈbrɪɡənˌdin/) は、主に人間の胸部や胴体を覆う鎧の一種。ブリガンディーン、ブリガンディンとも表記される。12世紀末頃から17世紀頃にかけて製造され、世代や地域によって材質・製法などに多くのバリエーションがある。

## 概要

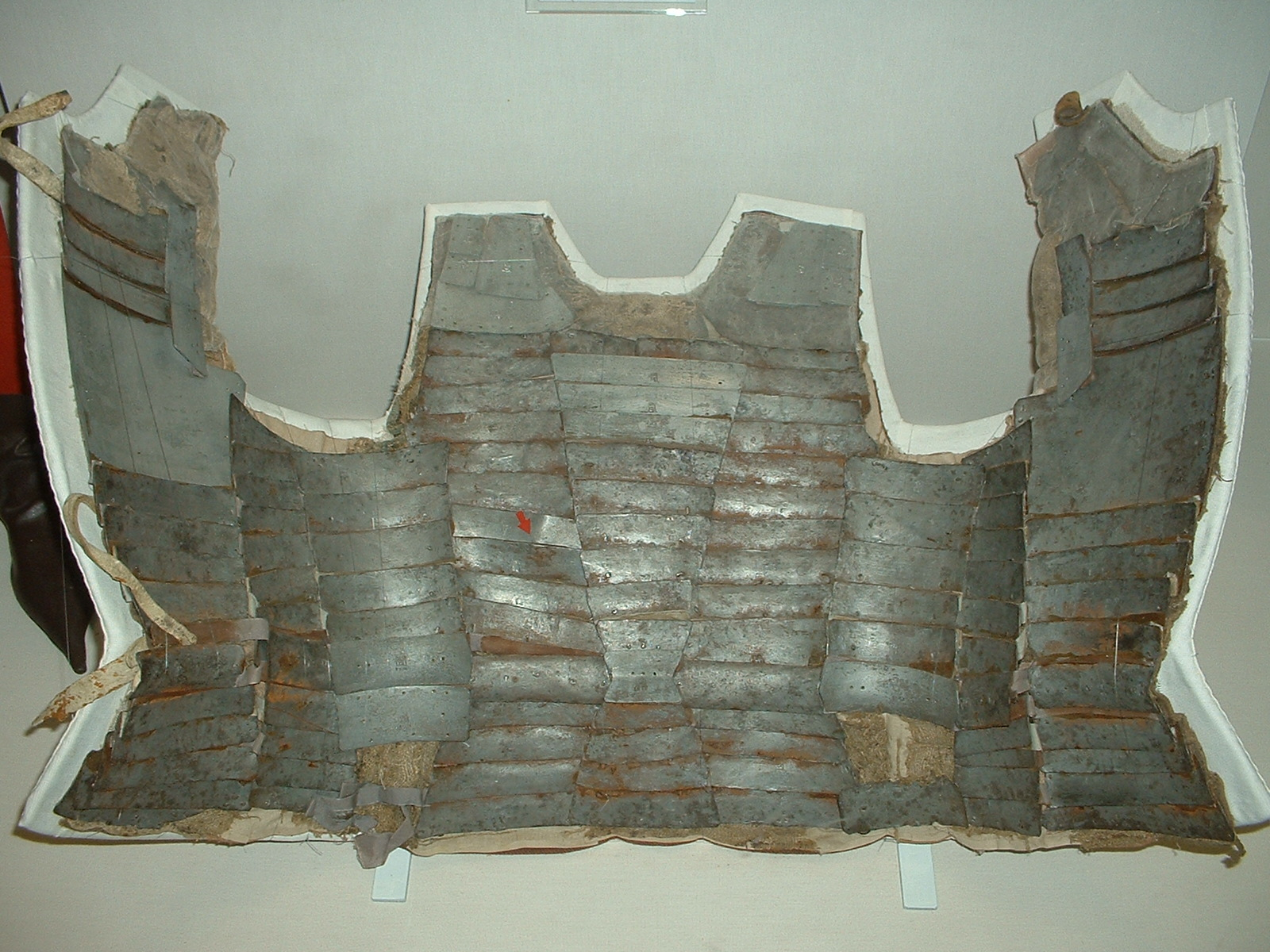
ブリガンダインの内側 15世紀イタリア製のもの

キャンバス地の布や革などをベスト状に仕立て、その裏地に長方形の金属片をリベットで打ちつけることで強度を高めたもの。高価なベルベットや金箔などで外装に美しい装飾を施した高級品もある。12世紀末頃まで主流を占めていたコート・オブ・プレートに似るが、ブリガンダインはその発展形といえるものである。相違点としてはコート・オブ・プレートに比べブリガンダインは使われる金属片が小さく、その数が多い。またスケイルアーマーともしばしば混同されるが、ブリガンダインは金属片を打ち付ける面が表裏逆である。
当初はコート・オブ・プレートと同様に服（クロースアーマー）の上から装着するものであったが、チェインメイルが普及してからは更にその補助としてブリガンダインを纏うことで防御力を高めたと推測されている。ブリガンダインの長所は装着時の動きやすさと破損してもさほど技術を労せずに修復できる高いメンテナンス性にあり、戦場に不可欠な機能と耐久性を併せ持つ防具として長く使用された。
防具の製造技術が発展し、ほぼ全身を強固に防護するプレートアーマーが作られた後も、騎馬による移動を行わない歩兵や軽装を好む騎士などは依然としてブリガンダインを愛用していたようである。

また中国では明代の中期以降、それまで甲冑の主流形態だったラメラーアーマー（札甲）やスケイルアーマー（魚鱗甲）に替わって、ブリガンダインと同様の形式である綿襖甲が広く着用されるようになった。

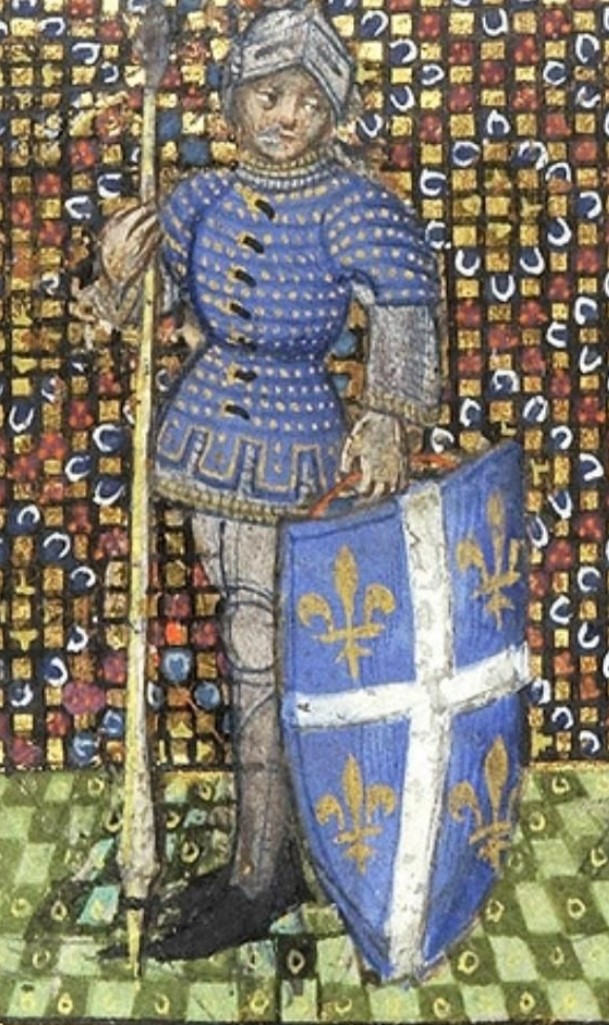
ブリガンダインを着用する兵士、15世紀中期。
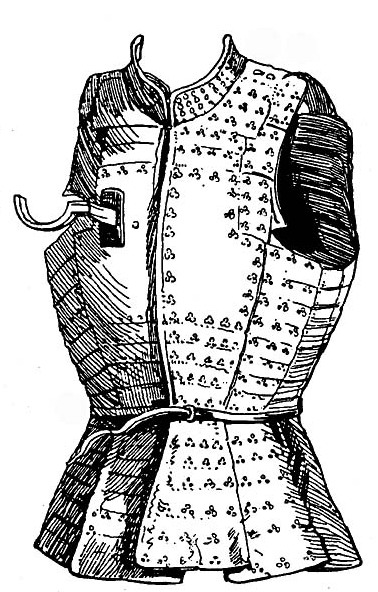
15世紀後期のブリガンダイン（正面）
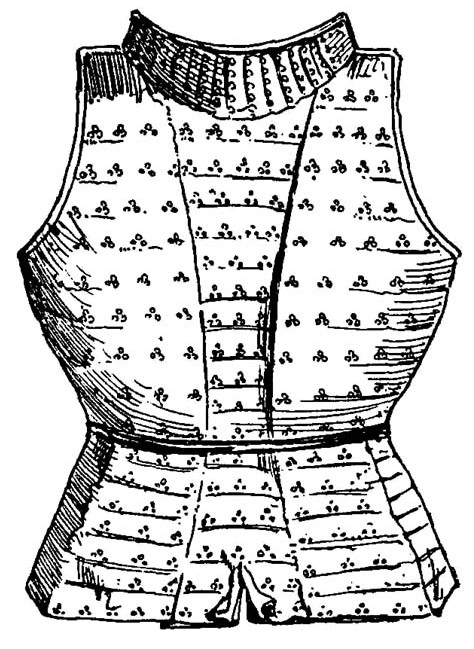
15世紀後期のブリガンダイン（背面）
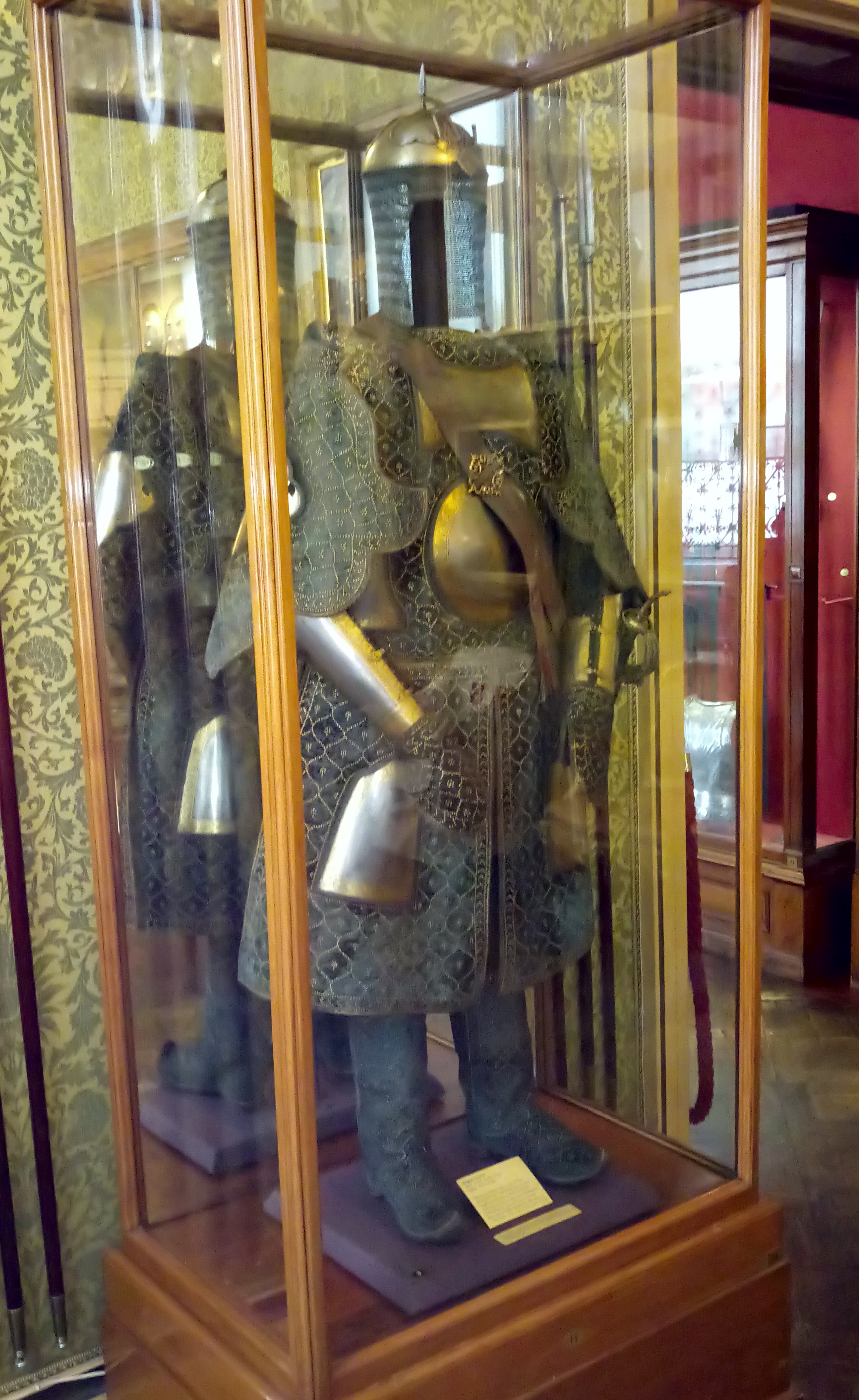
インドのブリガンダイン
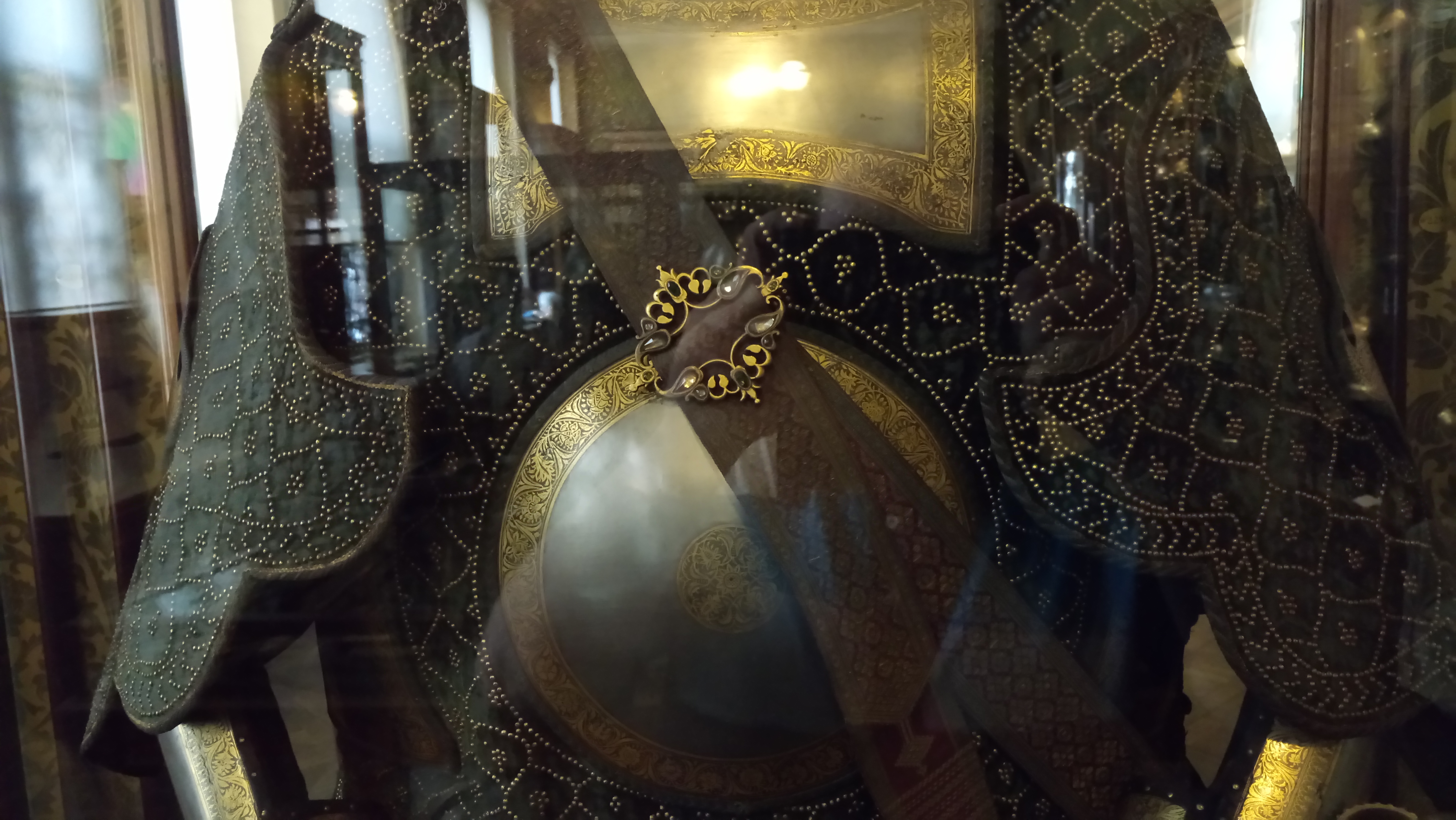
インドのブリガンダイン
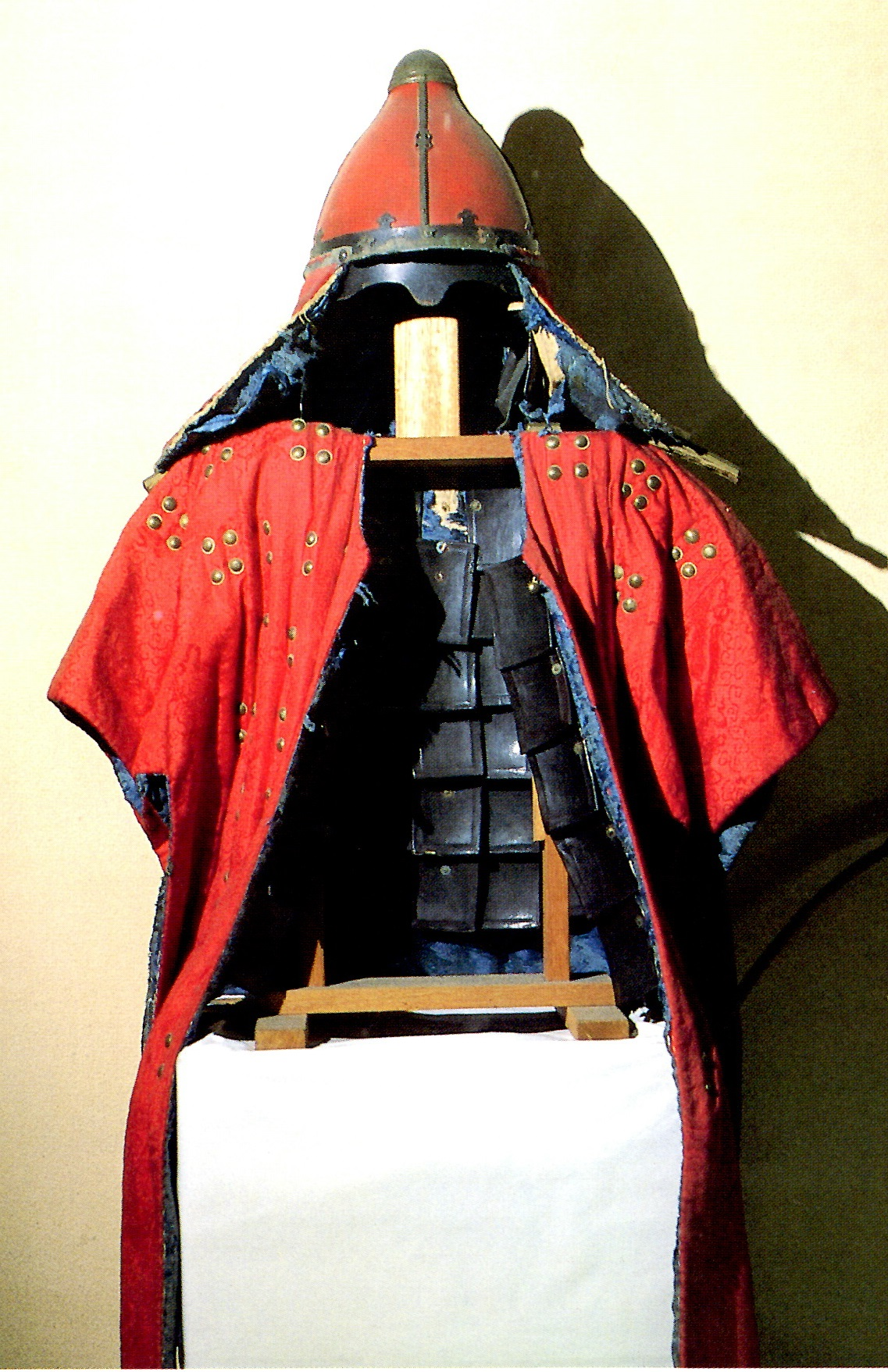
李氏朝鮮の綿襖甲とその内部構造。ブリガンダインと同様、表から鋲留して裏側に小札（甲片）を止める。

## 語源
ブリガンダインの名称を一般的に「山賊」や「追い剥ぎ」を指すブリガンド (Brigand) が由来である「山賊の鎧」とする例が散見されるが、これは正確ではない。元来ブリガンドは「歩兵」あるいは「雑兵」を表す言葉であり、あえて日本語に言い換えれば「兵士の鎧」とするのが語訳として的確といえる。またルネサンス期の古典美術でも位の高い騎士が色鮮やかなブリガンダインを纏った姿が描かれており、それらは往々にして山賊（当時は脱走兵なども多数含まれていたといわれている）などの零落したイメージとは程遠い。
また中世の地中海でよく見られた小型帆船の一種「ブリガンティン」からの由来とする説（この船もまた「海賊の船」の俗称として広く定着していた）もあるが、こちらは発音の類似から生じた一種の俗説とされている。

## その他
- MMORPGの『ファイナルファンタジーXI』に、主に中Lv帯の前衛向け装備として登場する。また、運営サイドから設定やトピックスについて定期発行されていたゲーム内情報誌『ヴァナ・ディール トリビューン』に、構造の例が載ったこともある。詳しくは外部リンクを参照のこと。
- MMORPGの『リネージュII』に、戦士系クラス専用の装備としてブリガンダインが登場する。ただしこのゲームにおけるブリガンダインの外見は、プレートアーマーに近い重装歩兵を思わせるものになっている。
- 『RED STONE』にブリガンディンという名称で登場するが、鉄板を幾重にも重ね合わせた重装鎧という設定になっており史実とは異なる。また、このゲームにおけるフルプレートアーマー（全身鎧）より防御力が高い。
- テクノソフトから発売されたシューティングゲーム『サンダーフォースV』に登場する支援強化ユニットの名称はRVR-02B "BRIGANDINE"。自機と合体することで重力圏突破能力と強力な攻撃力を付与する。